# Jevhen Banada
Jevhen Volodymyrovyč Banada (in ucraino Євген Володимирович Банада?; Nikopol', 29 febbraio 1992) è un calciatore ucraino, centrocampista del Veres Rivne.

## Carriera

### Club
Ha giocato nella prima divisione ucraina.

### Nazionale
Ha giocato nella nazionale ucraina Under-21.